# 8685 Faure
A 8685 Faure (ideiglenes jelöléssel 1992 GG3) a Naprendszer kisbolygóövében található aszteroida. Eric Walter Elst fedezte fel 1992. április 4-én.